# 無極天元宮

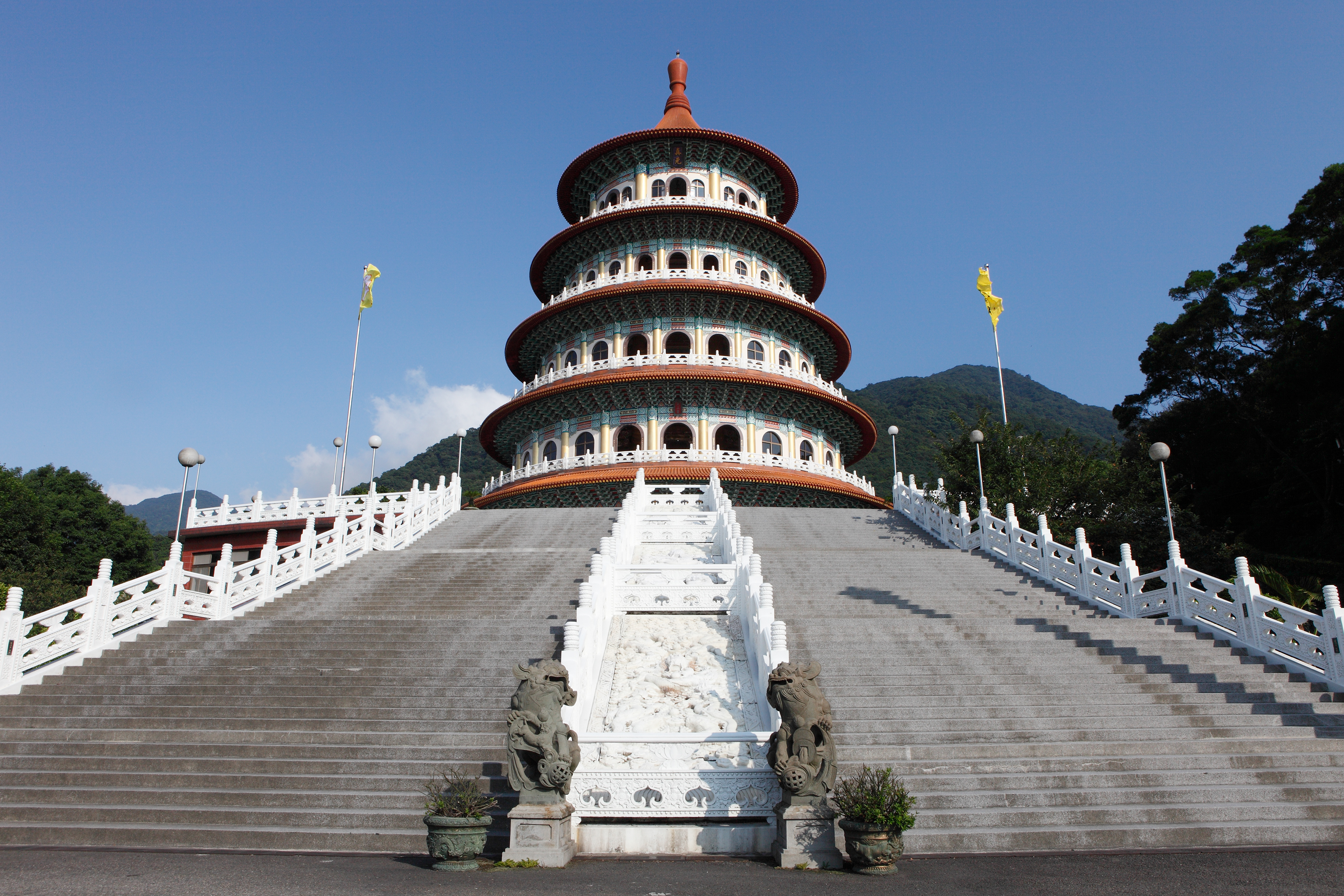
無極真元天壇

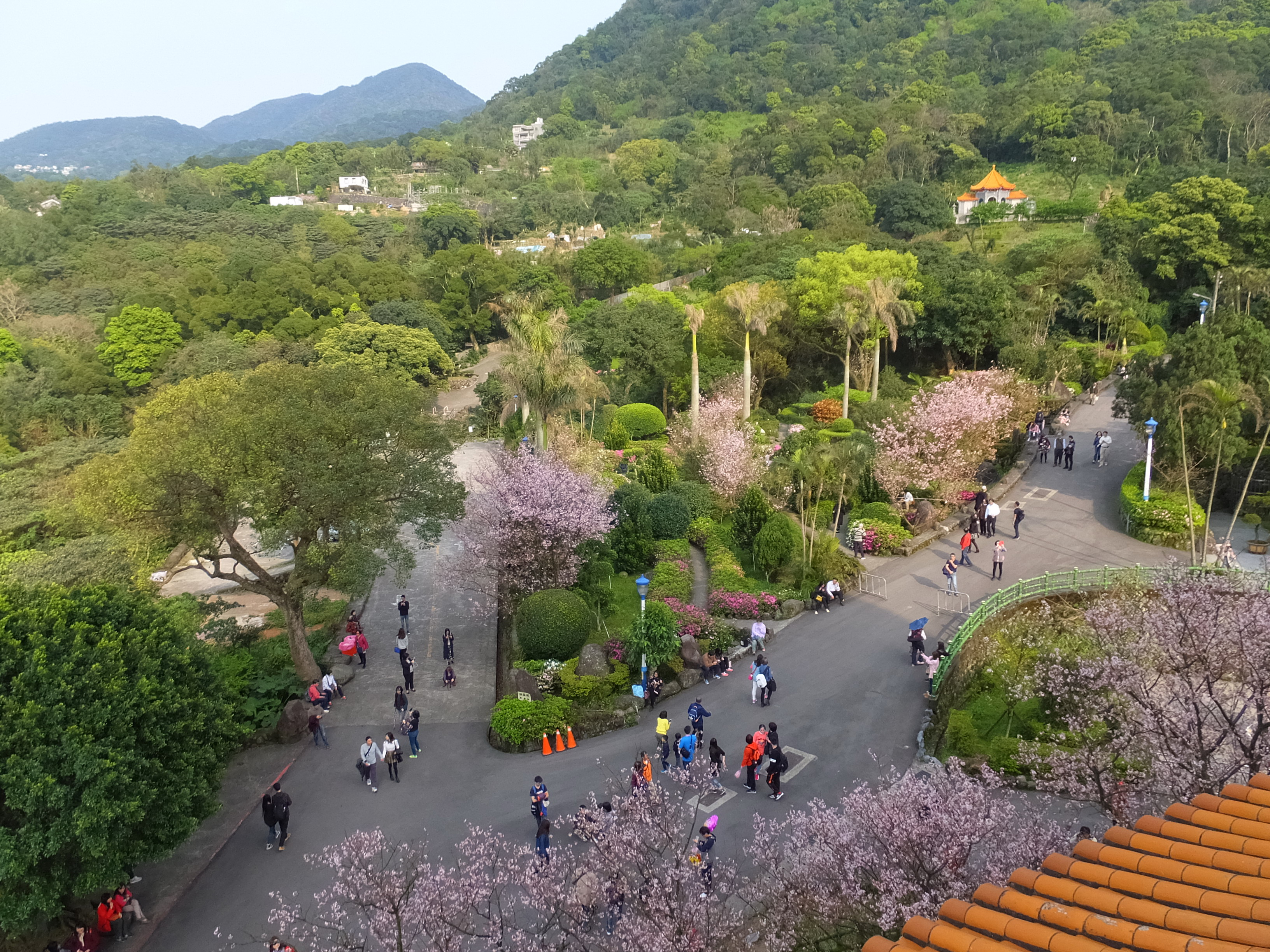
後山景緻，右側遠方橘瓦建築為「無極聚元三聖殿」

無極天元宮位於臺灣新北市淡水區水源里北新路三段36號，或稱為淡水天元宮、淡水無極天元宮，地處大屯山脈西北方低山區，距離淡水市區路程約5公里，依山面海而建。該廟宇草創於1972年11月，由黃阿寬、汪萬癸等八位道家靈修居士著手籌建，為全臺首座以「無極」起頭命名的廟宇。1977年廟方依法向臺北縣政府申辦登記為財團法人制，成立董監事會管理經營廟務運作，成員由信眾選出，任期四年、得連選連任，為淡水區唯一財團法人廟宇。廟域遍植樱花，是北臺灣著名賞櫻勝地。

## 沿革
開山祖師黃阿寬生於1932年，桃園人，家族務農，日治時期曾受過中等學校教育。早年為一貫道道親，經靈乩祖師方美霞點化後，於1971年39歲時自稱有通靈能力改入會靈山靈乩木公系統門下，以隱閉靈修形式隱居於1992年籌創的石碇龍虎山無極天明宮。

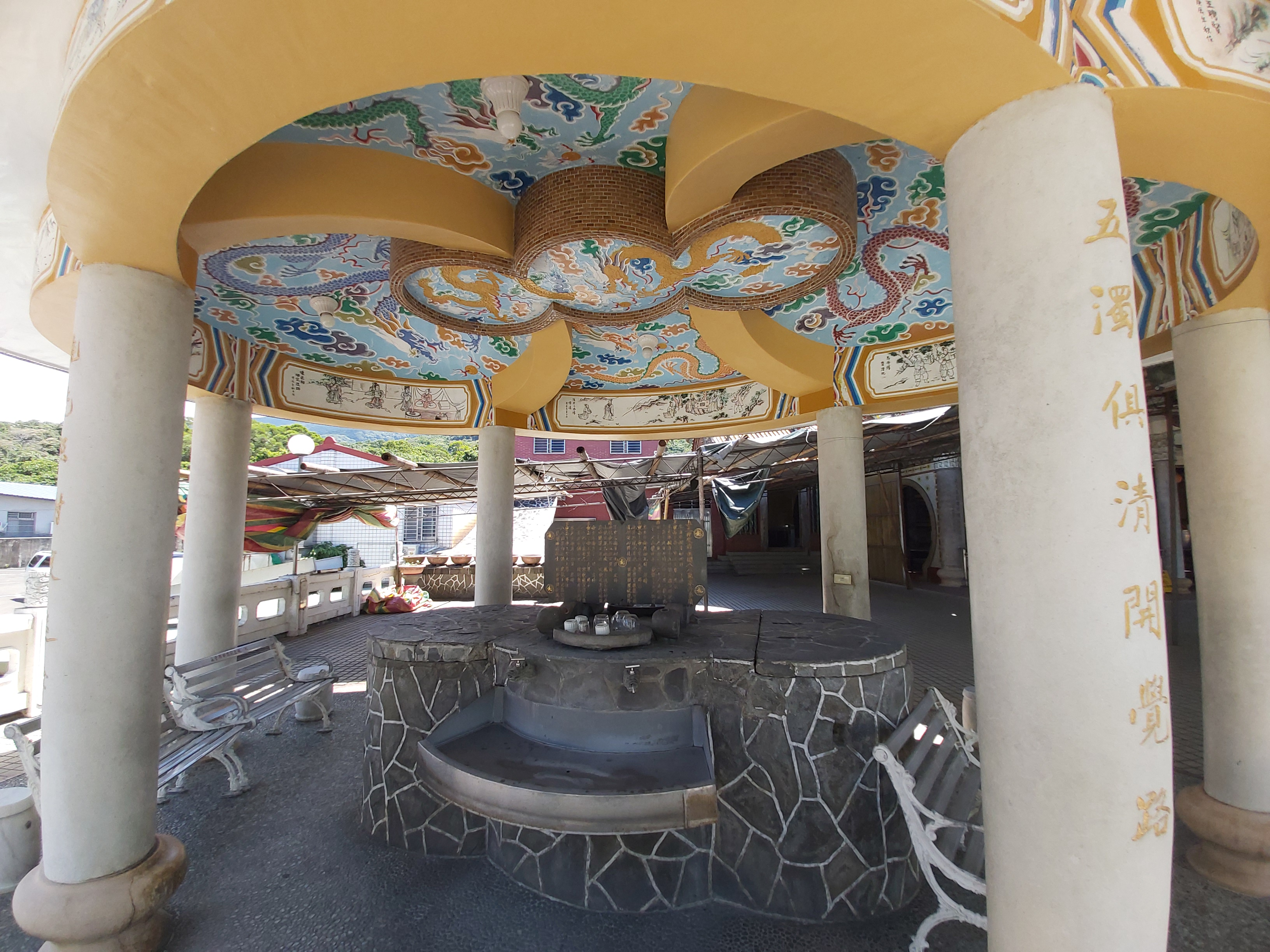
八八龍池井

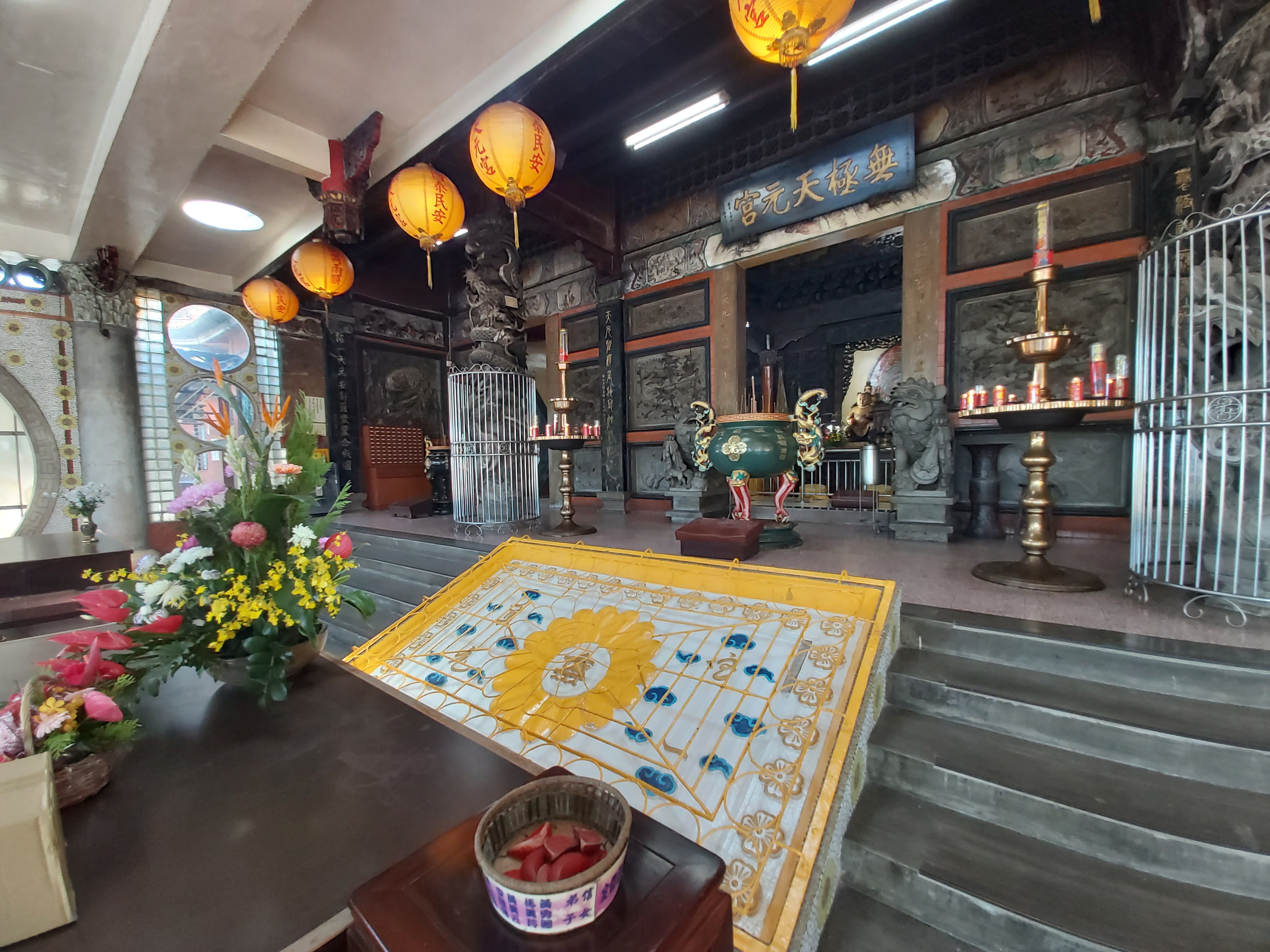
正殿丹陛「白陽道盤菊花台」

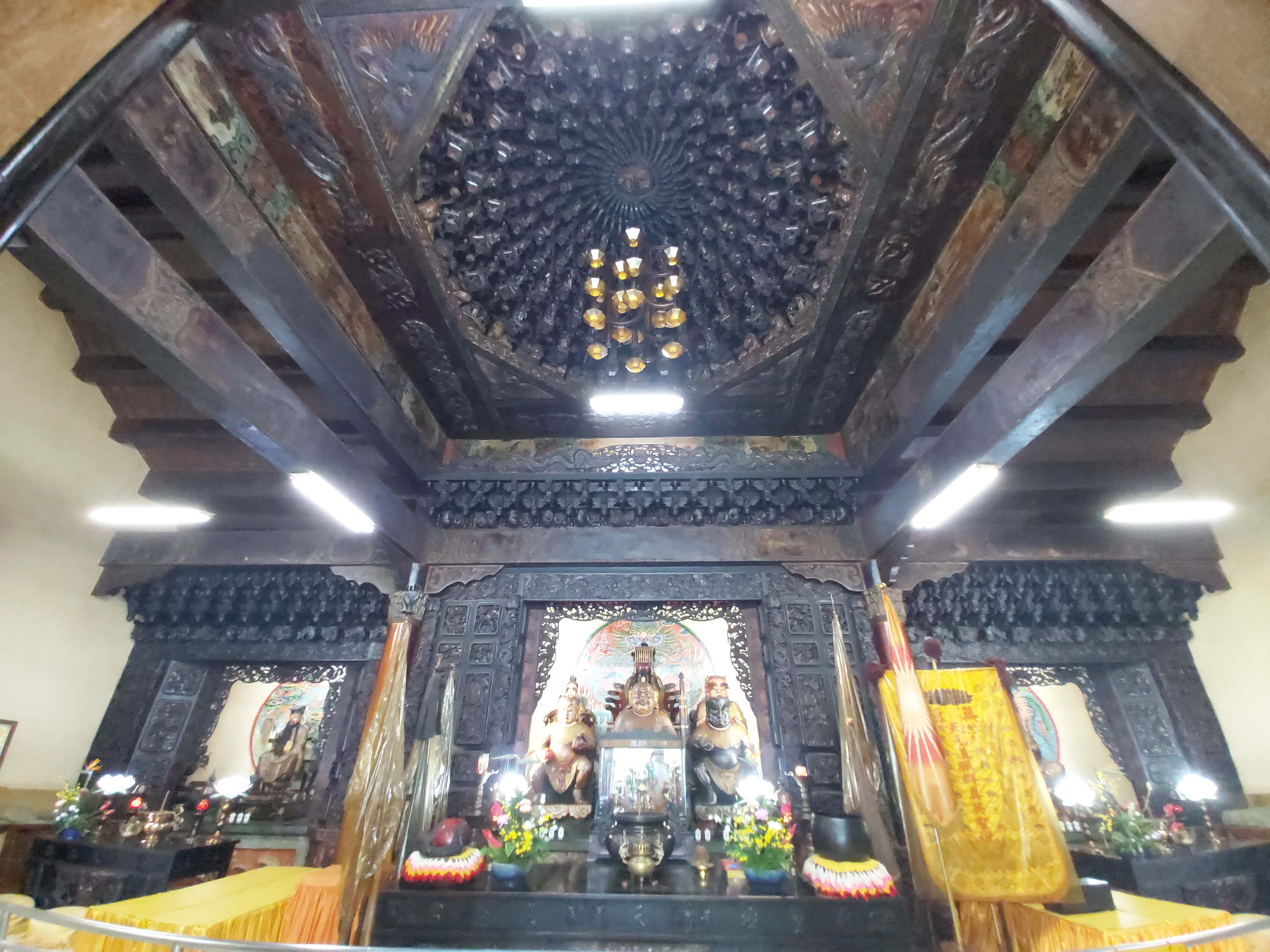
天元宮正殿室內與藻井

1969年黃阿寬等八人承天啟示「以道為宗」之宗旨始籌備建宮。1971年首先開鑿龍井，定名「八八龍池井」。1972年設置開基香爐並於神木後方奉祀無極老祖。1985年無極天元宮落成，廟域包括「天元」、「真元」及「聚元」三大道場，分別象徵監察（南天考核，普渡眾生）、考試（考核萬靈）和收圓（定功果、萬靈歸位）的寓意，道場與俗廟不同，主張不演酬神戲、不點光明燈、不拜斗。園區入口有一五龍池及一炁玄童塑像，登階而上即有「天聖門」牌樓一座。正殿龍邊為週日辦理救世之救世堂，虎邊為供奉地藏王菩薩暨蓬萊天山開元功德英靈神位之功德堂。
1975年地下室大餐廳竣工，面積300餘坪。廟後初建有「無極玄樞大寶殿」，為銀色圓形狀建物，前方水池兩旁有象徵日與月的裝置球體，該殿乃今「無極真元天壇」前身。
1985年天元宮董監事決議籌建「真元天壇」，歷時六年購地興建於後山，作為無極天元道脈元、明、真三台中心樞紐，1992年竣工。天壇樓高五層，計200公尺，圓形直徑108公尺。第一、二、五層分別懸掛「真元天壇」、「無上旨」和「真元」匾，每層各有相應對聯。殿內神像每尊高約10餘尺，多以漢白玉石、紅豆杉以及樟木等材料塑造，殿堂階梯與九龍堵同為漢白玉石砌成。
2002年後山「聚元三聖殿」、「五老台」以及「天山池」、「三山波」落成竣工開光安座，「聚元三聖殿」供奉三聖佛暨佛教四大天王。
2008年，停車場外立有大石作為天元宮的指標，「天山石」與「麒麟石」鎮坐於門口，名喚「無極天元玄門山麒鎮座」，外刻「天元宮」、內刻「天山聖域」字樣。

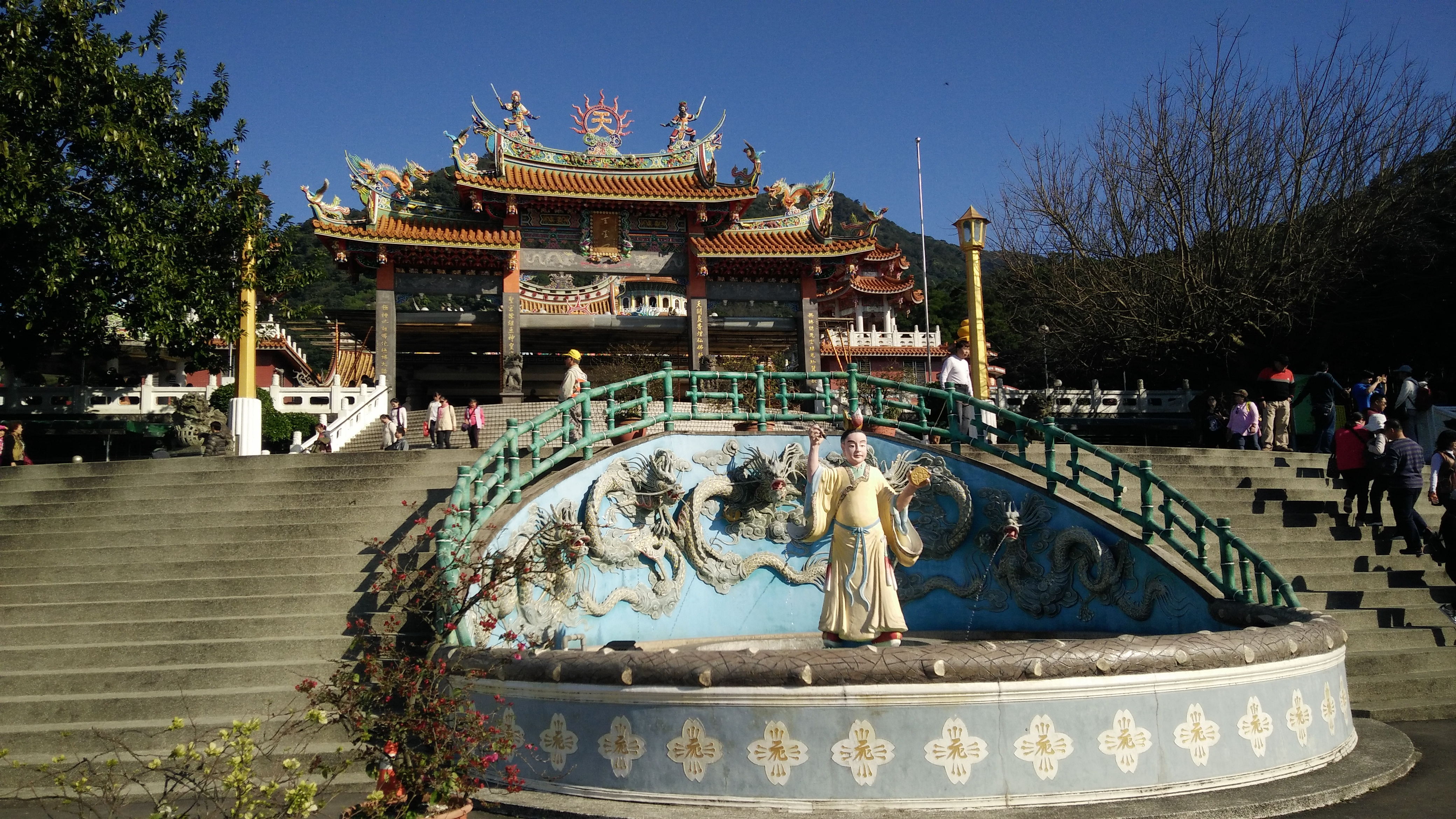
五龍池暨一炁玄童塑像
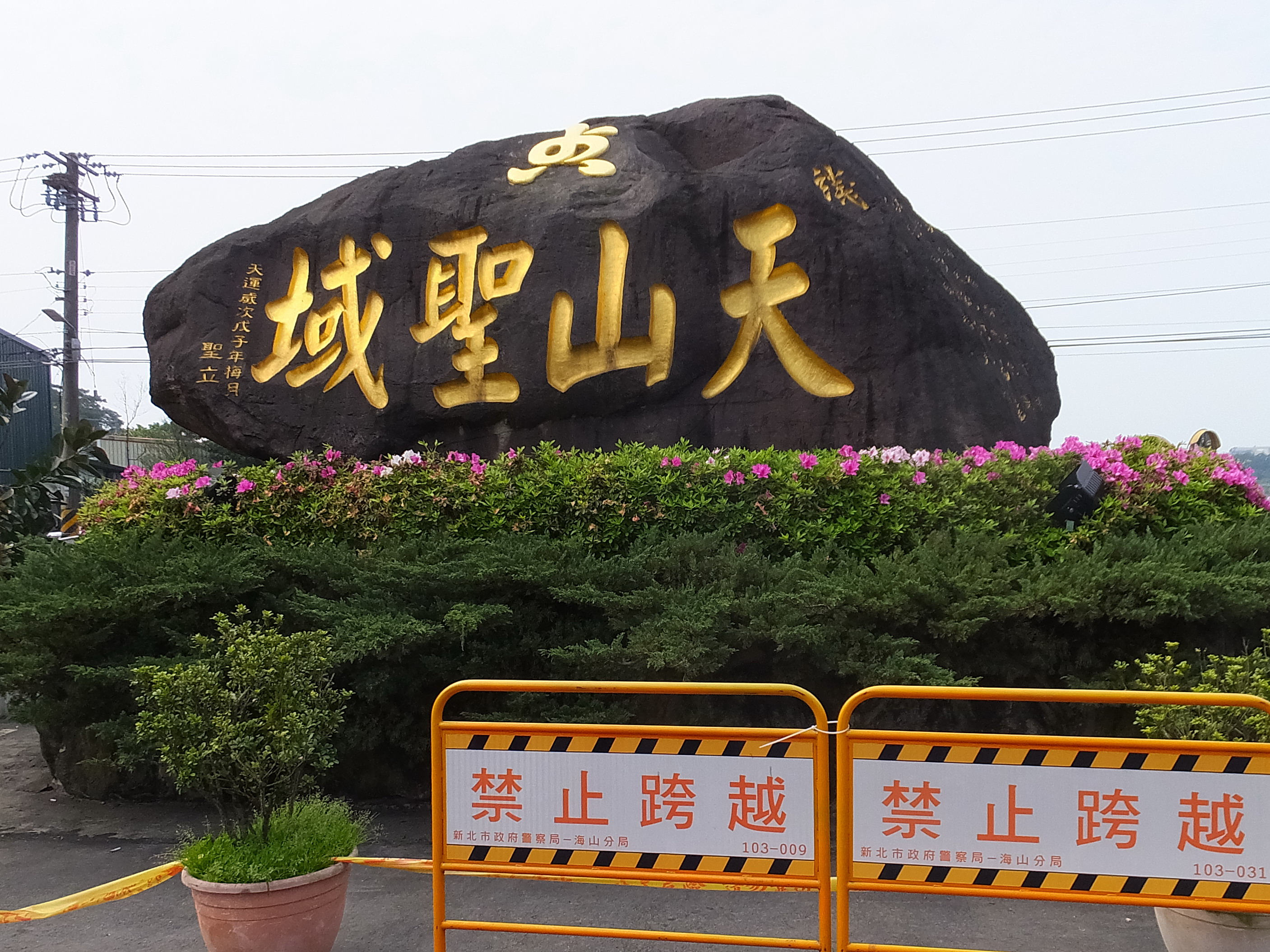
「天山聖域」礫石
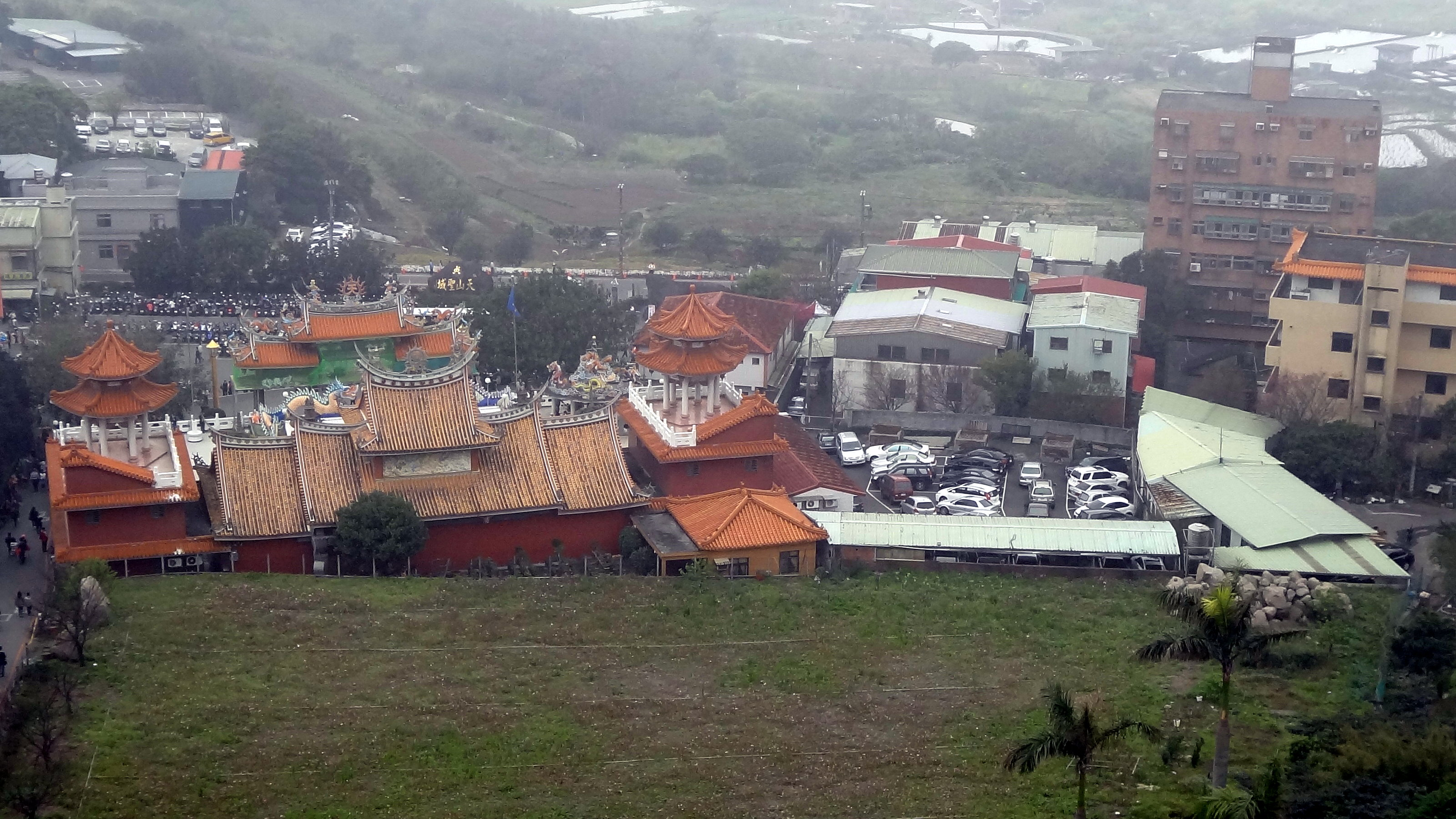
真元天壇俯瞰天元宮後側及園區前域
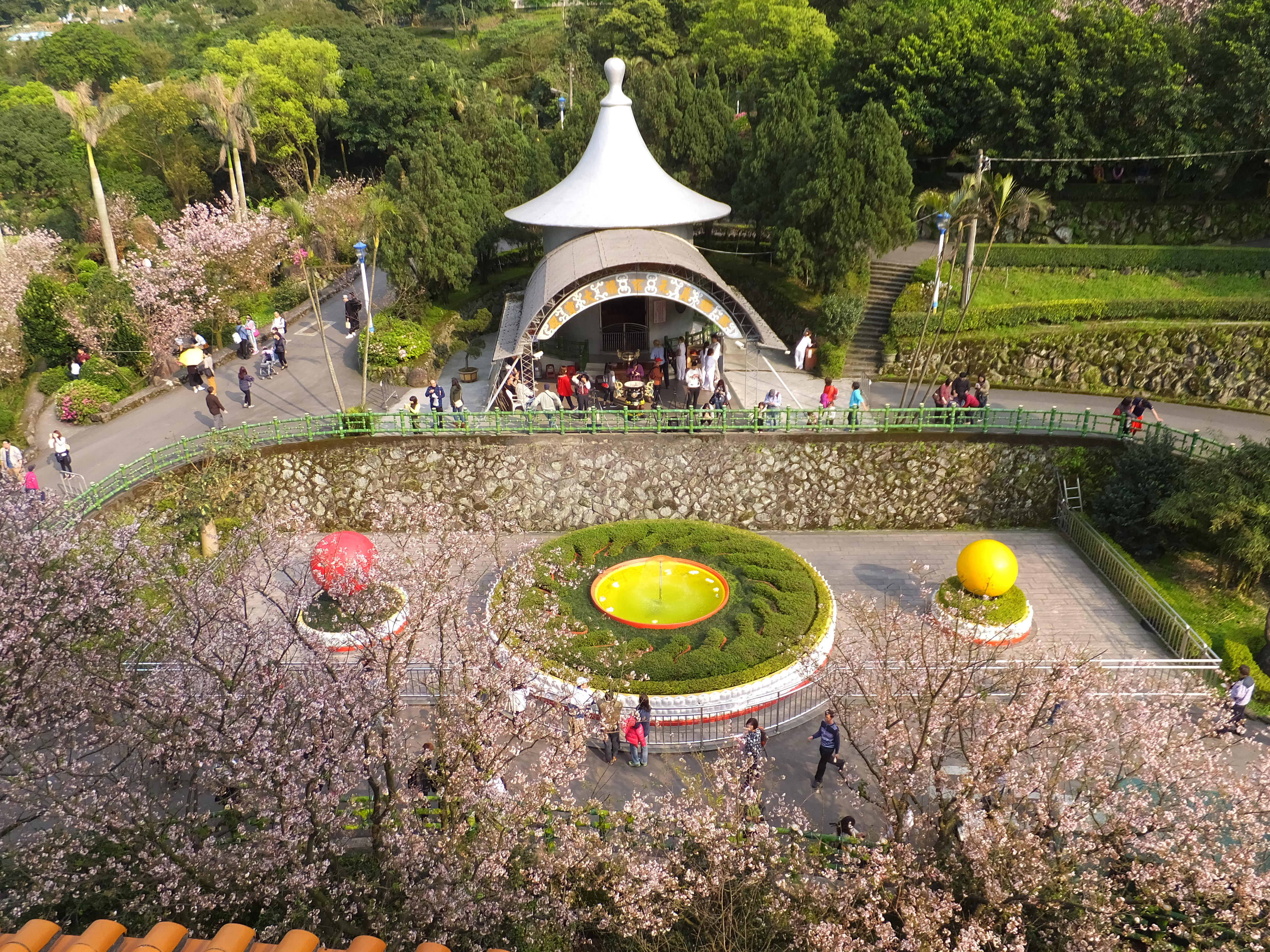
無極玄樞大寶殿

## 祀神

### 天元宮
殿中主祀玉皇大天尊玄靈高上帝，太白金星與天皇氏分立左右，前端三位神祇中為彌勒尊佛，人皇氏與地皇氏分立左右。右殿供奉關聖帝君，濟公與觀音佛祖分位左右。另有觀世音菩薩殿及孚佑帝君殿和天外天無極老祖殿。功德堂供奉地藏王菩薩暨歷代開山功德英靈。

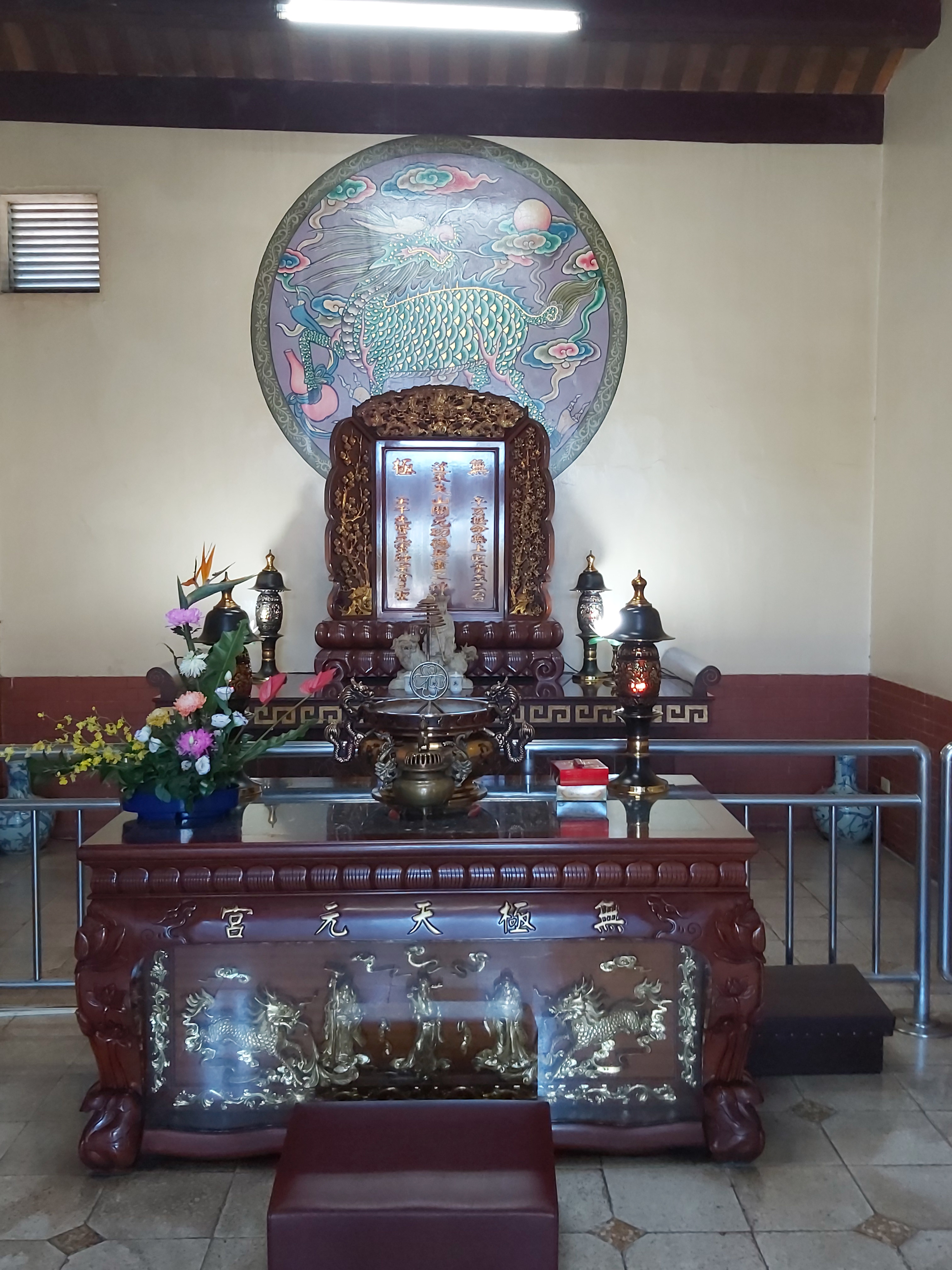
功德堂
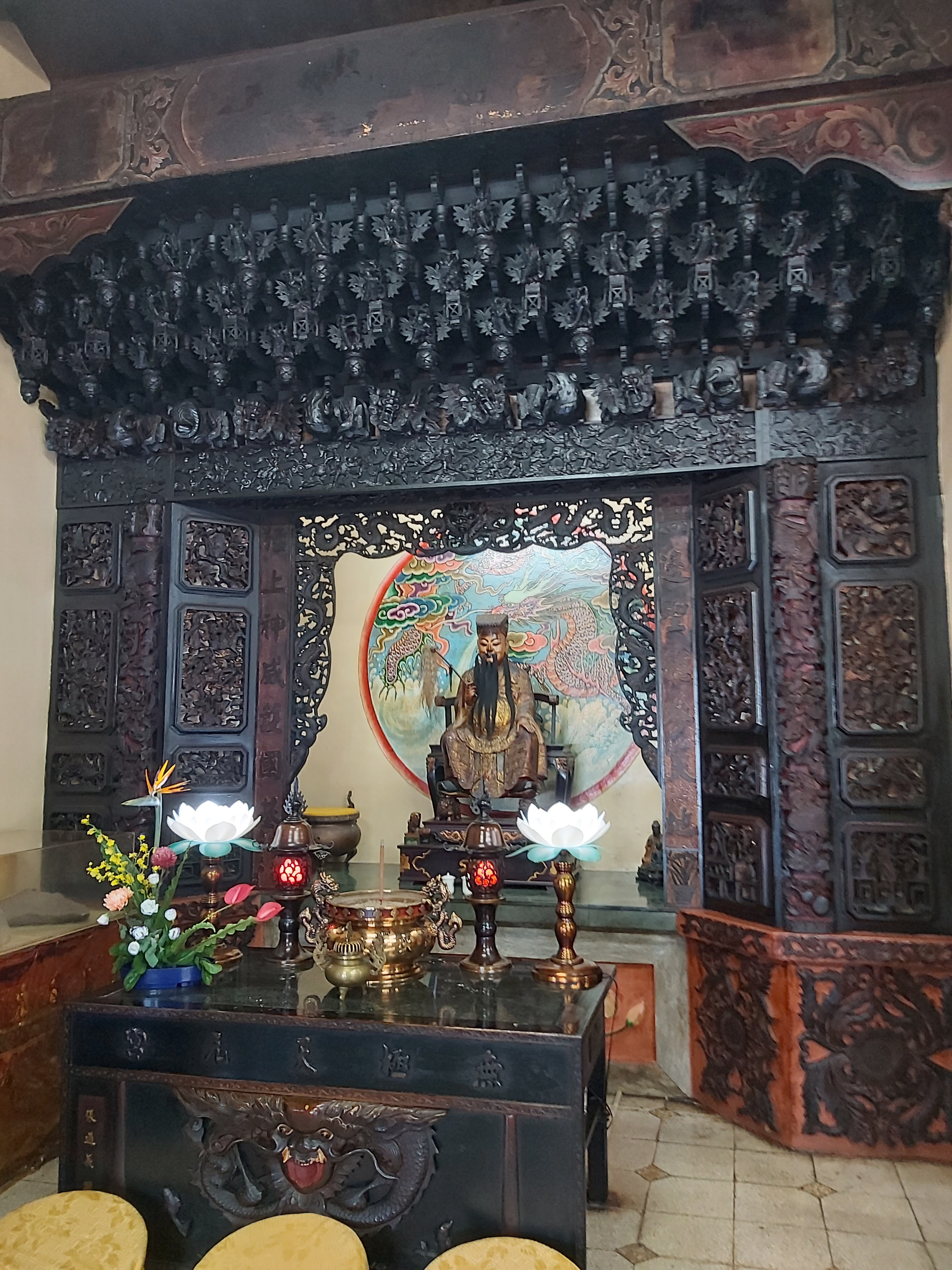
孚佑帝君殿
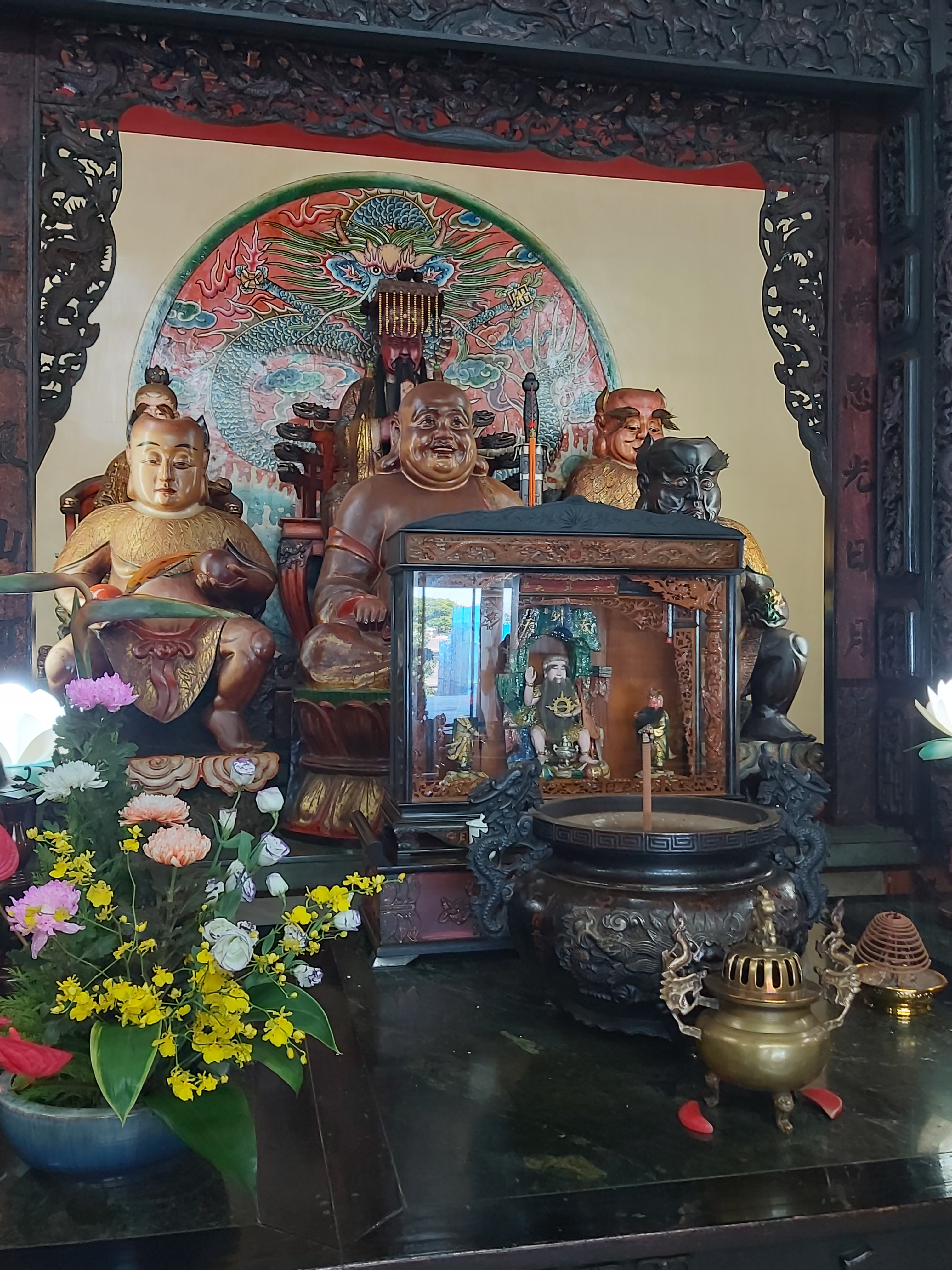
天元宮正殿神尊
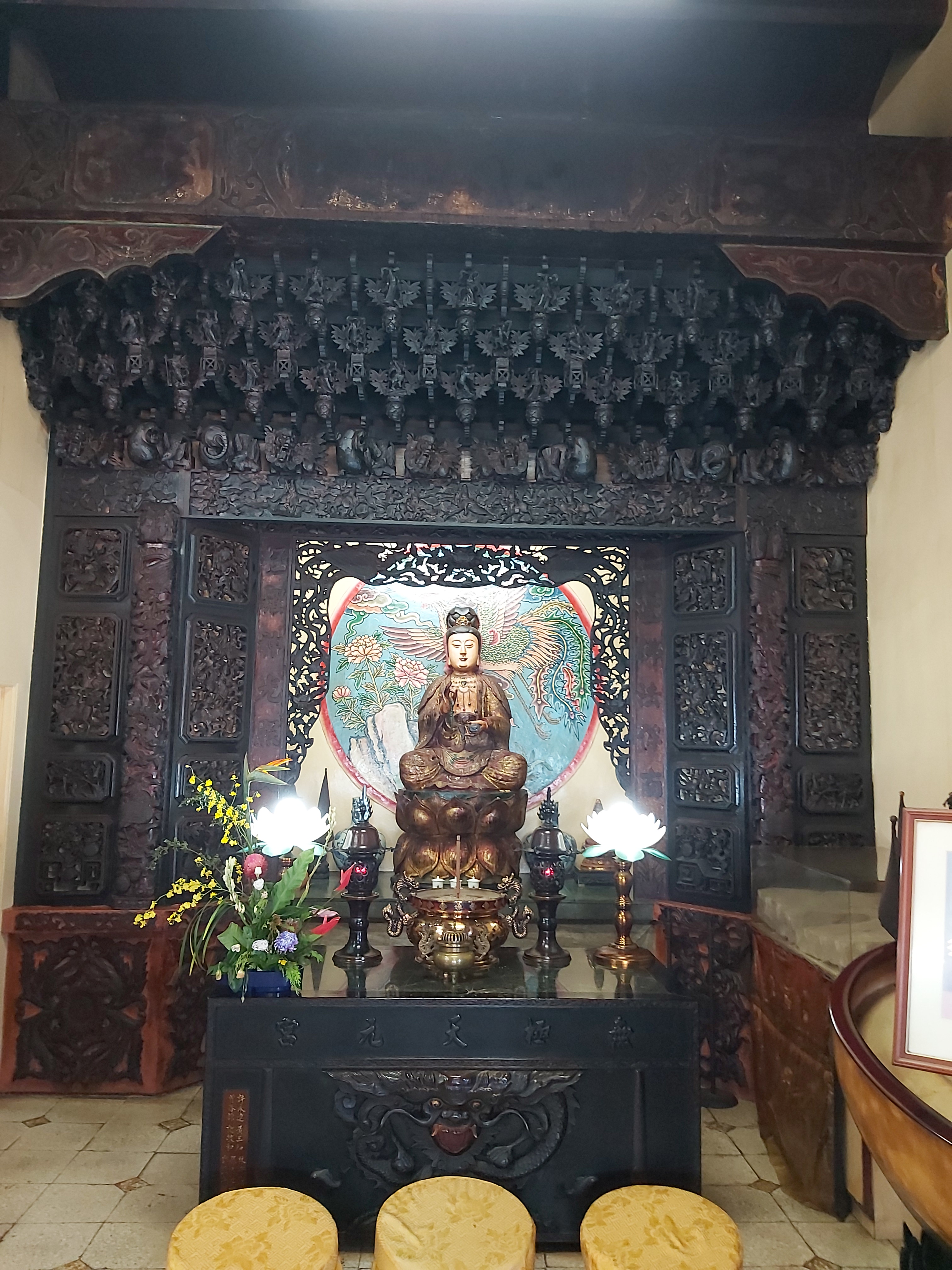
南海觀音殿
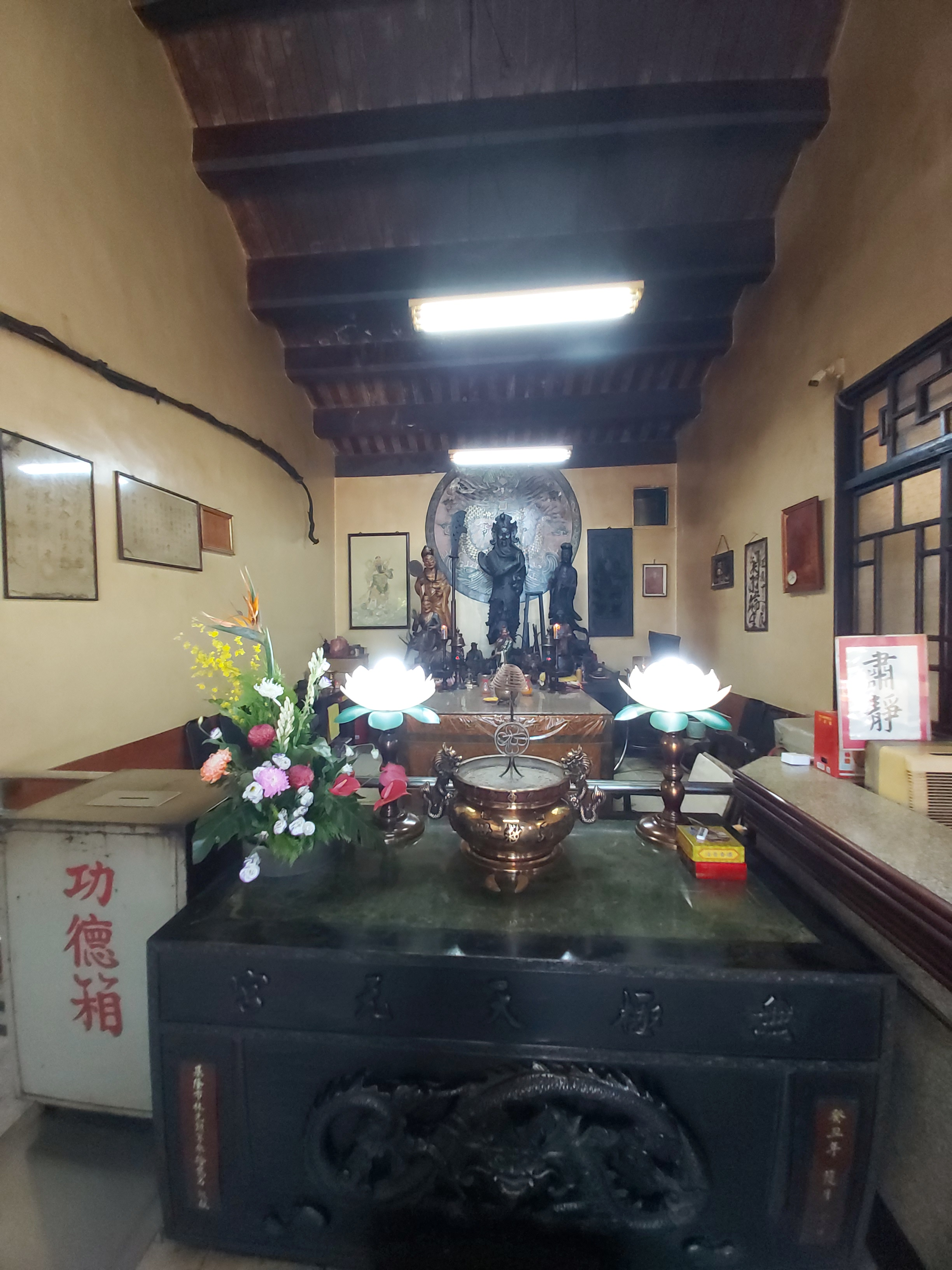
救世堂

### 真元天壇
一樓供奉至聖先天聖祖無極至尊，南天玄靈高上帝在右、北極玄天上帝居左，前排中為瑤池金母，地母在右、九天玄女居左。二樓供奉三聖佛，無上佛居中，無上真、無上元分立左右，前排為當來下生彌勒尊佛、天元無上玄元聖佛、天元太保阿彌陀佛的畫像。三樓供奉金光玉皇，護法王天君和托塔天王李靖分立左右。四樓供奉中華帝君黃老（黃帝）、西華聖母（瑤池金母）、東華帝君（木公）、南華帝君（赤精子）及北華帝君（水精子）。五樓供奉三清道祖和至聖先天聖祖無極至尊。

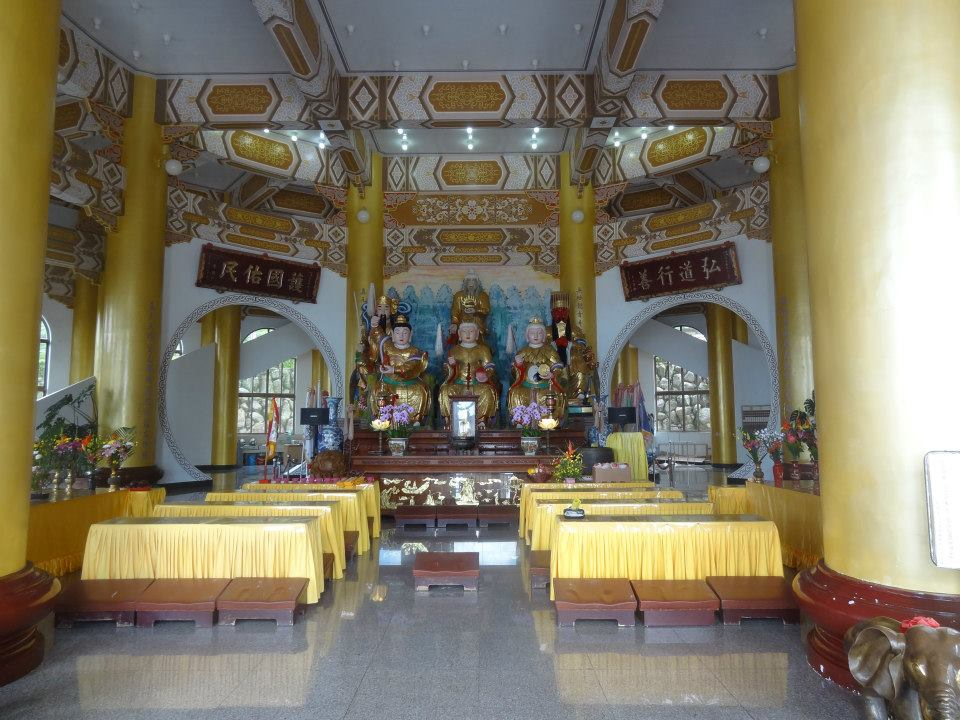
真元天壇一樓室內
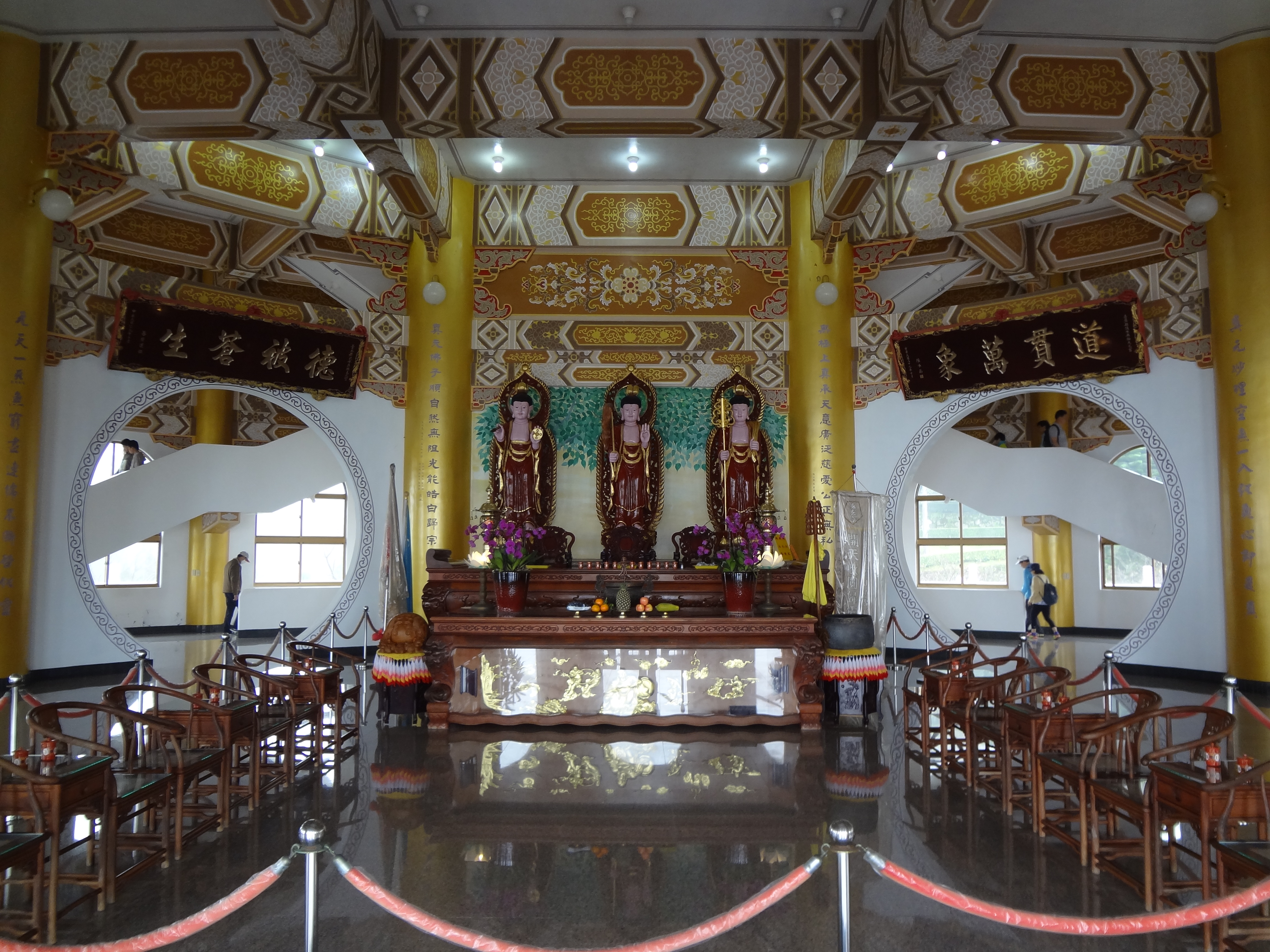
真元天壇二樓室內
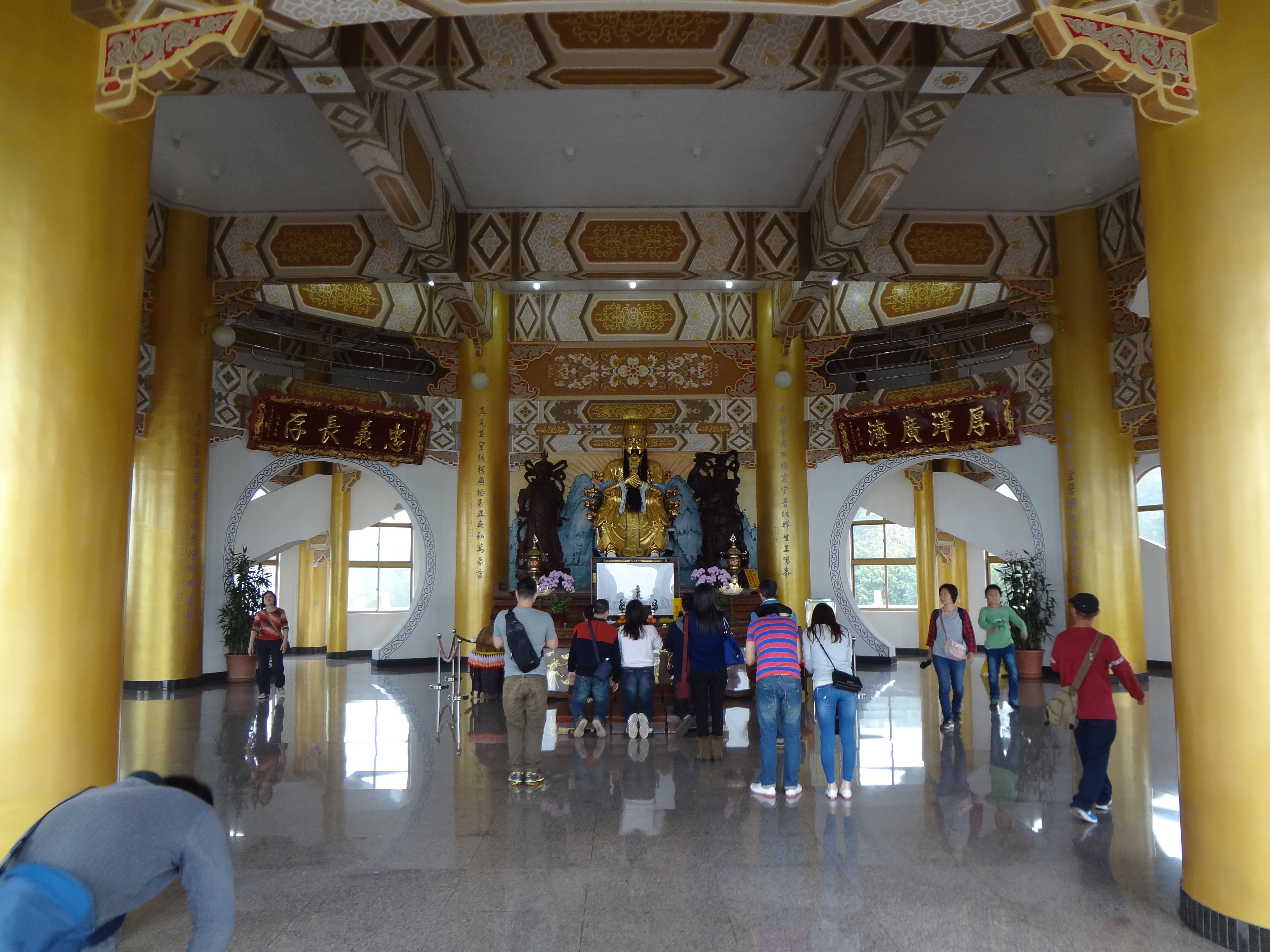
真元天壇三樓室內
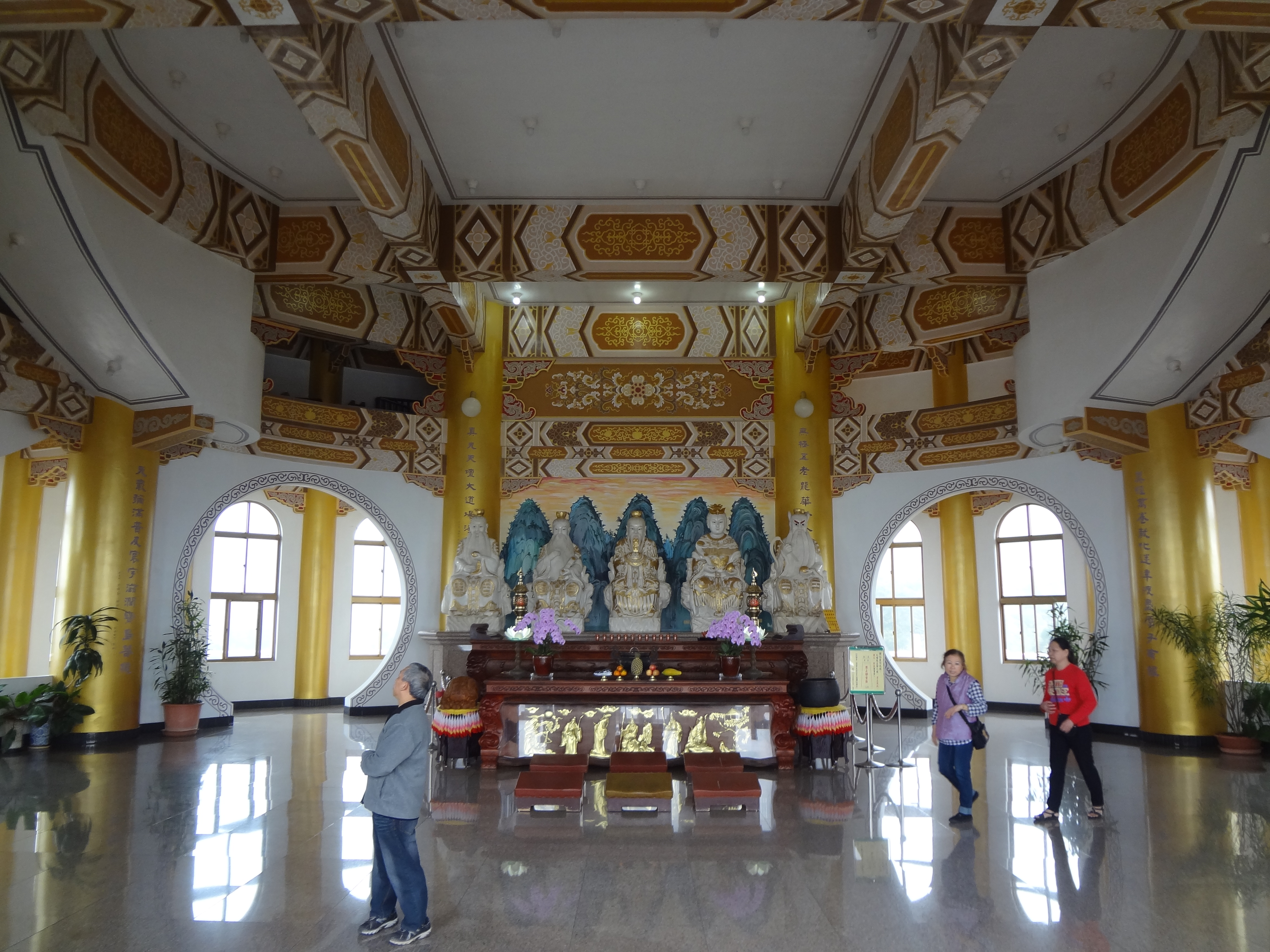
真元天壇四樓室內
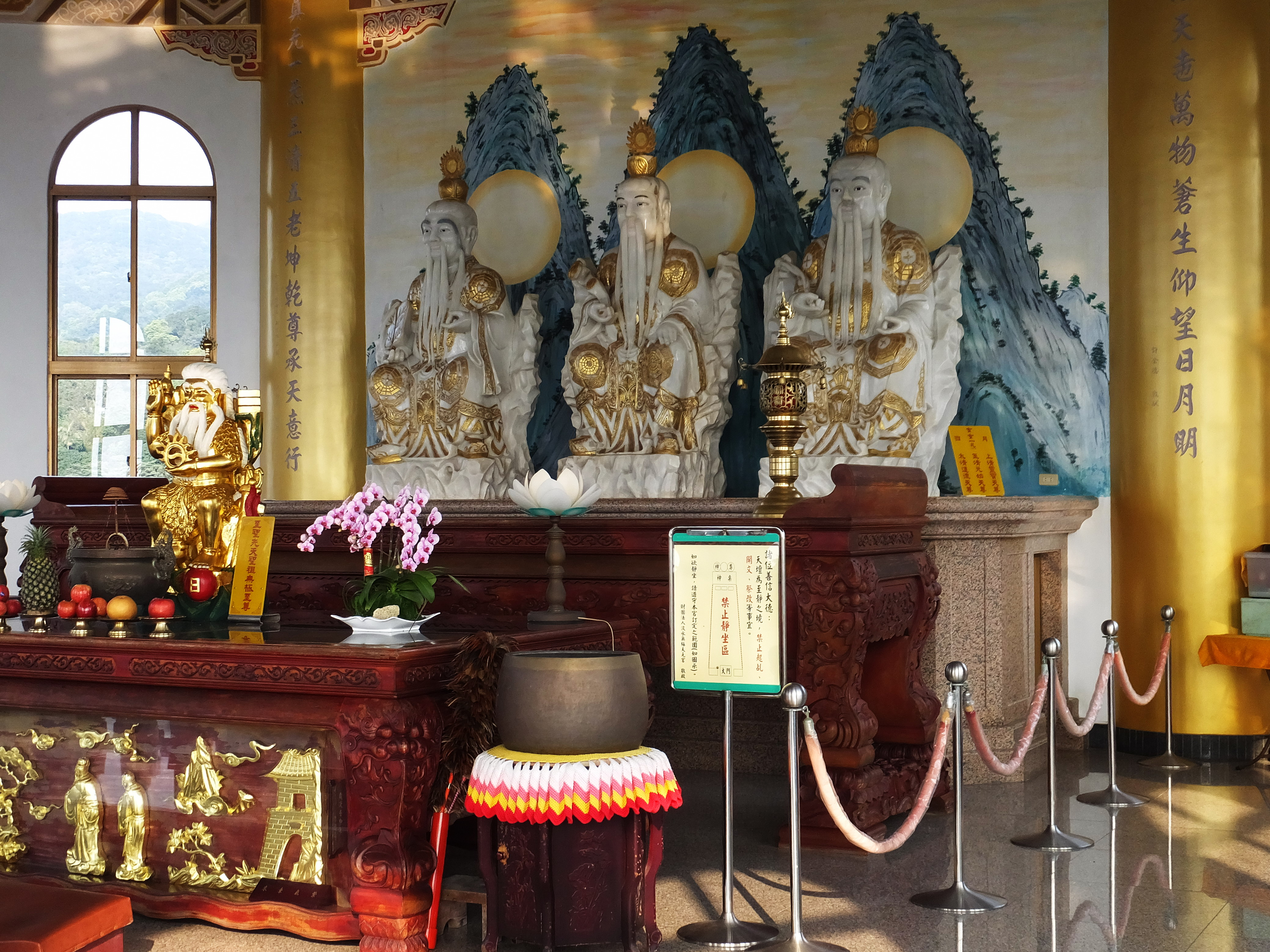
真元天壇五樓室內

### 聚元三聖殿
殿内供奉三世佛，彌勒佛居中，燃燈古佛在右、釋迦牟尼佛居左，殿前有四大天王佛教護法神石雕像。

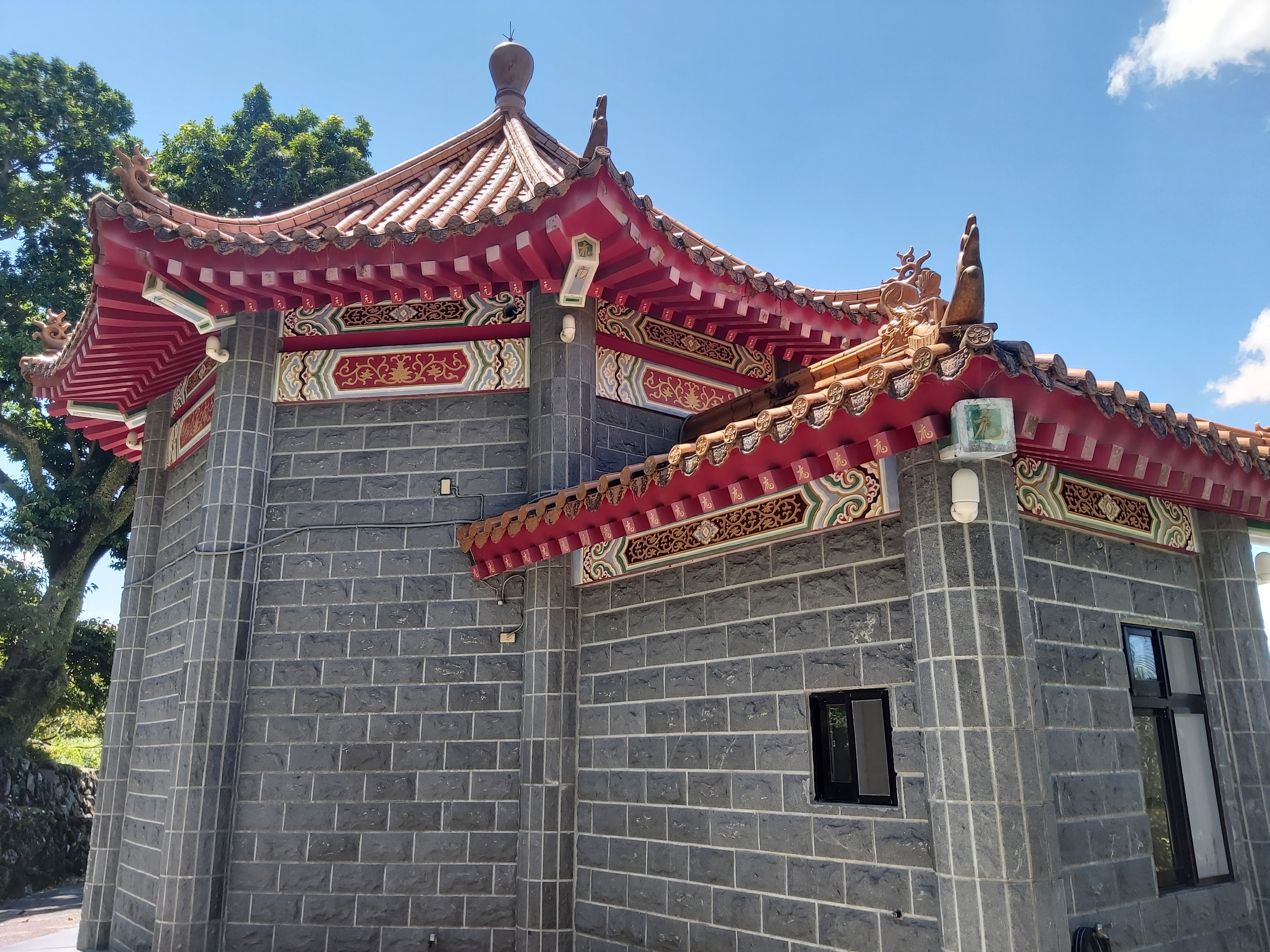
無極聚元三聖殿背面
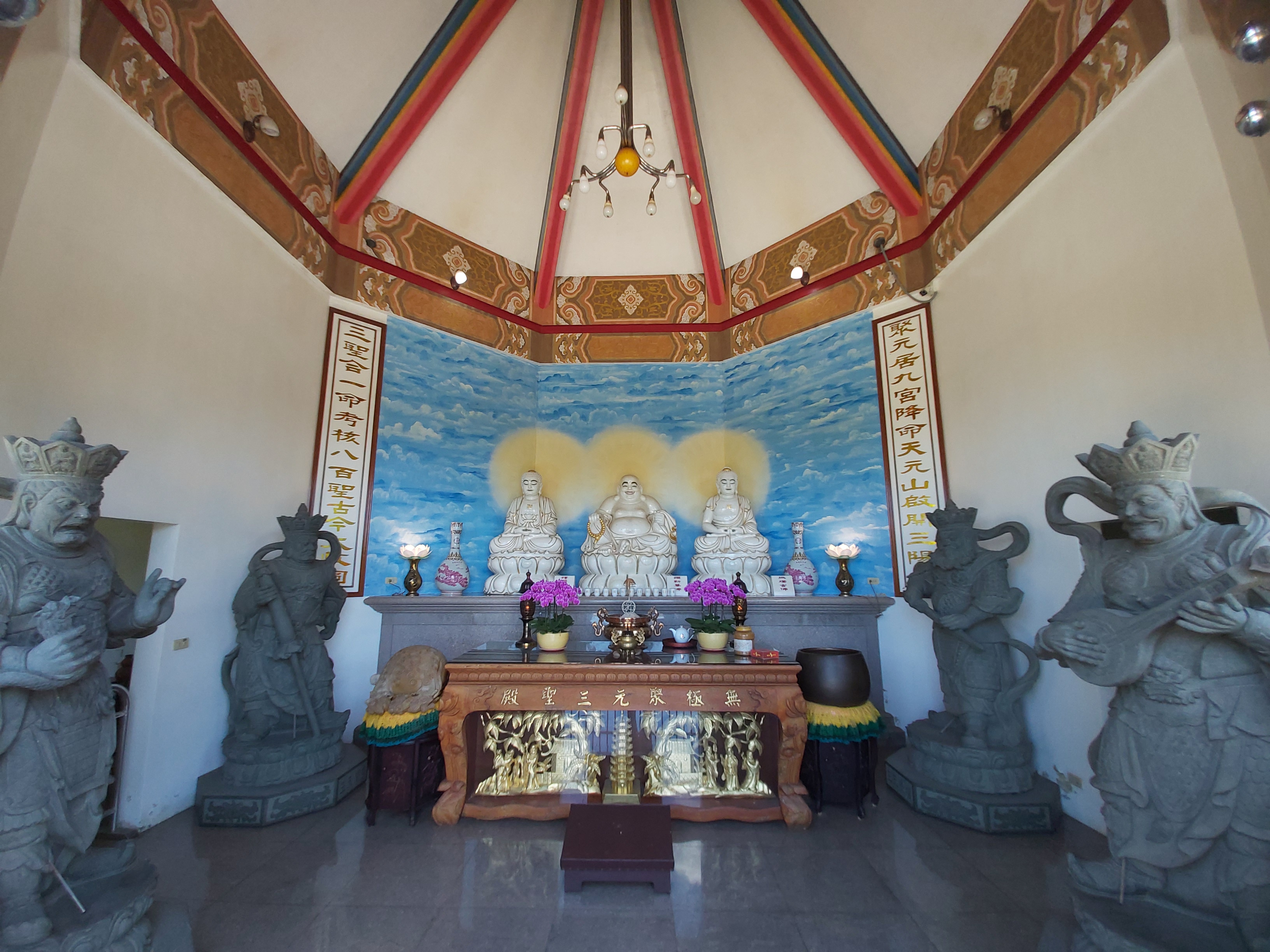
無極聚元三聖殿室內
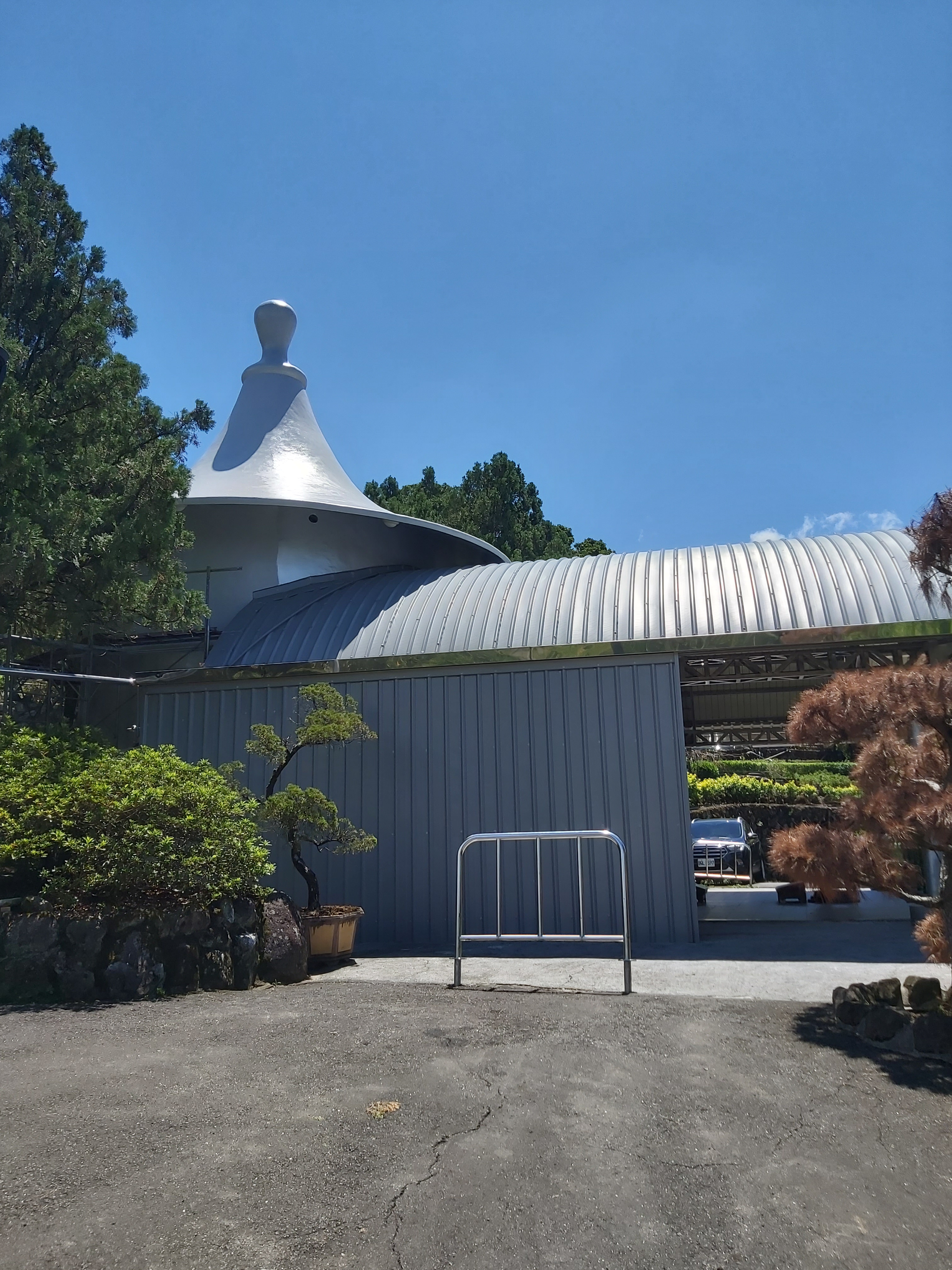
無極玄樞大寶殿側面
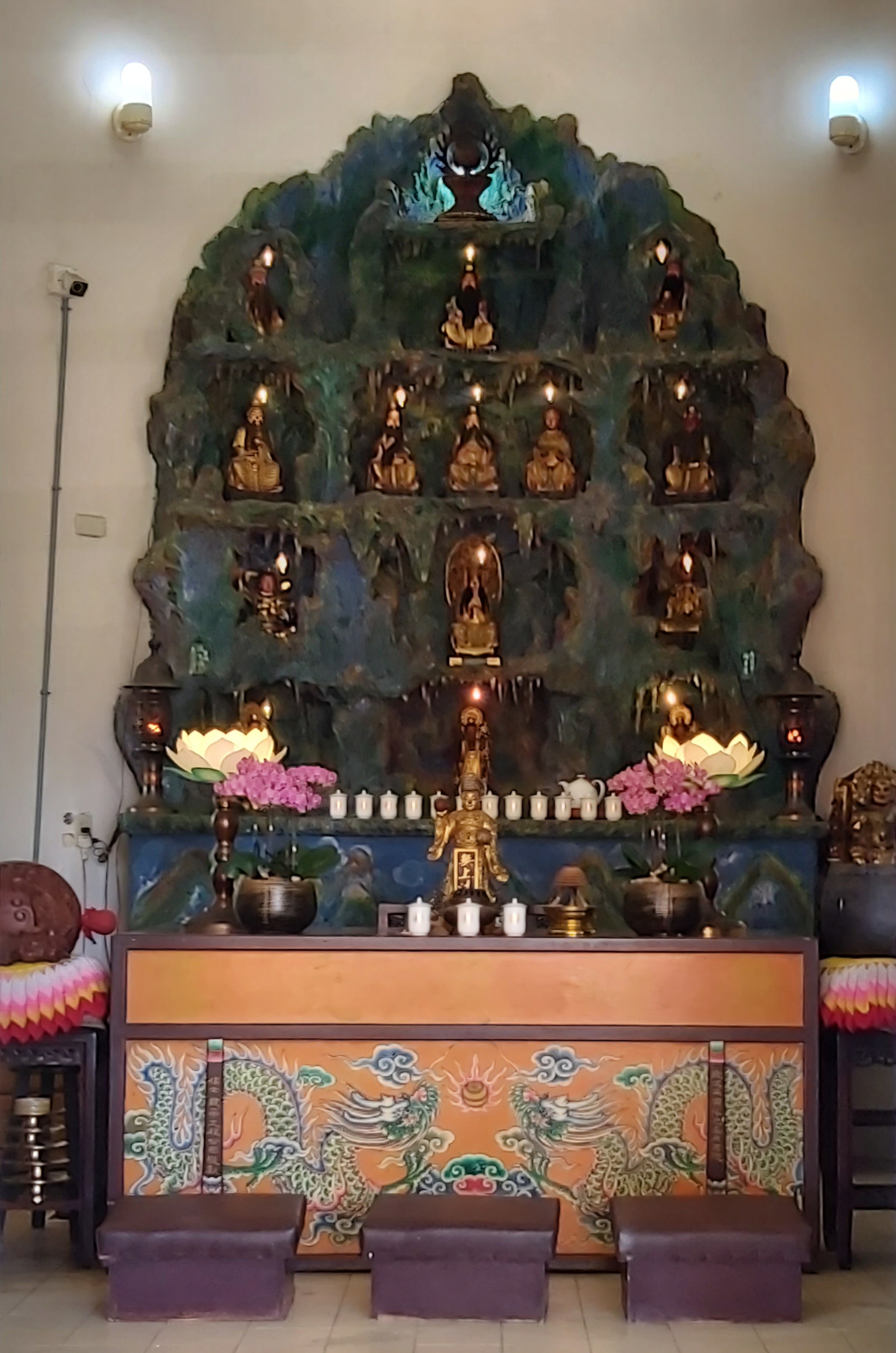
無極玄樞大寶殿室內

## 觀光
天元宮是臺灣北部的熱門賞櫻景點，每年春季時逢樱花花季皆會聚集為數眾多的觀光人潮，天元宮亦會舉辦櫻花季相關活動。全域櫻花可分為兩種兩區，位於後山的品項為臺灣山櫻花，有粉色、白色、桃紅三種花色，圍繞天壇周圍的是日本染井吉野櫻，為白色單瓣櫻花，吉野櫻盛開時通常是天元宮賞櫻人潮最多的時期。廟方於賞櫻旺季期間有專車直達捷運淡水站。

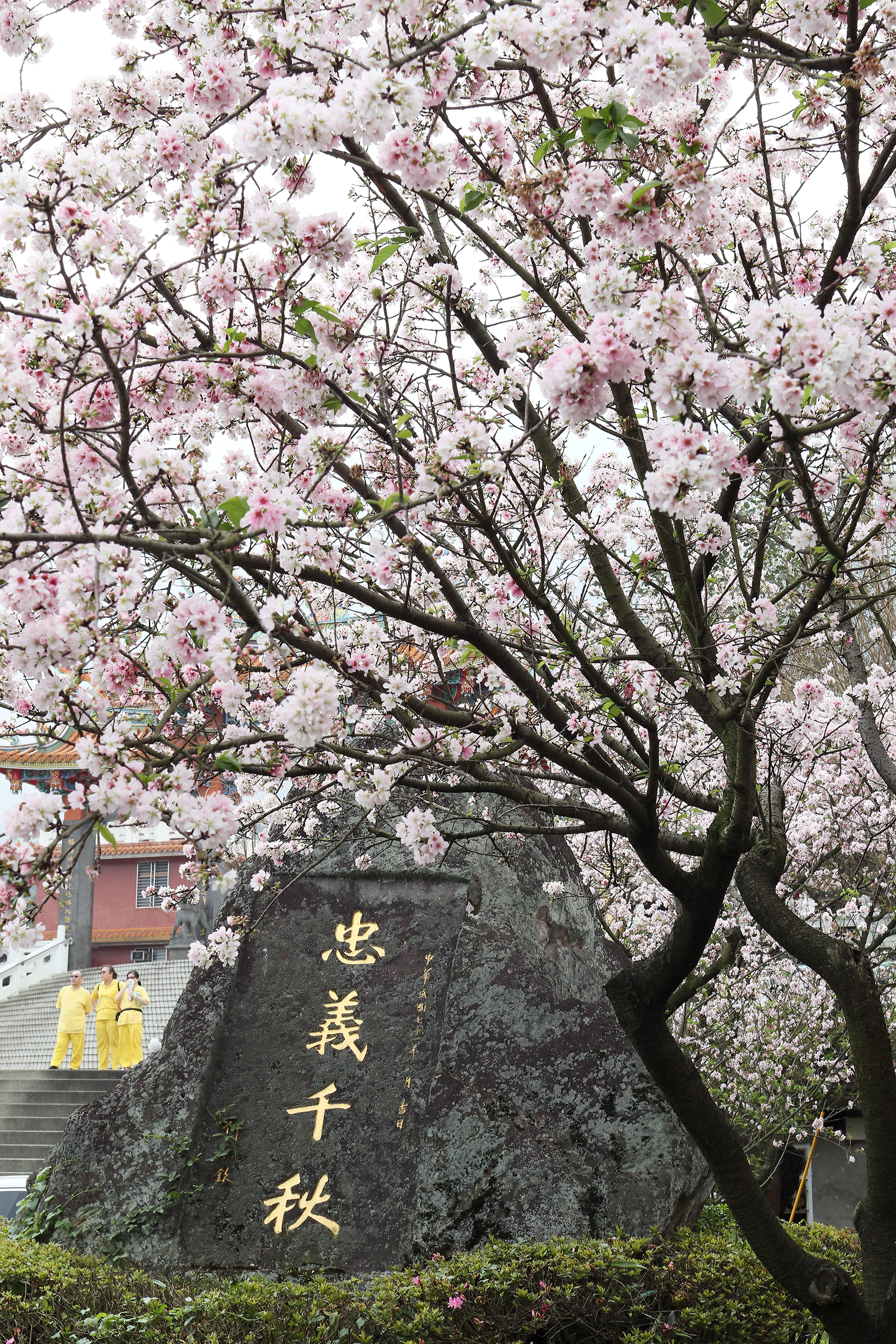
「忠義千秋」礫石與櫻花
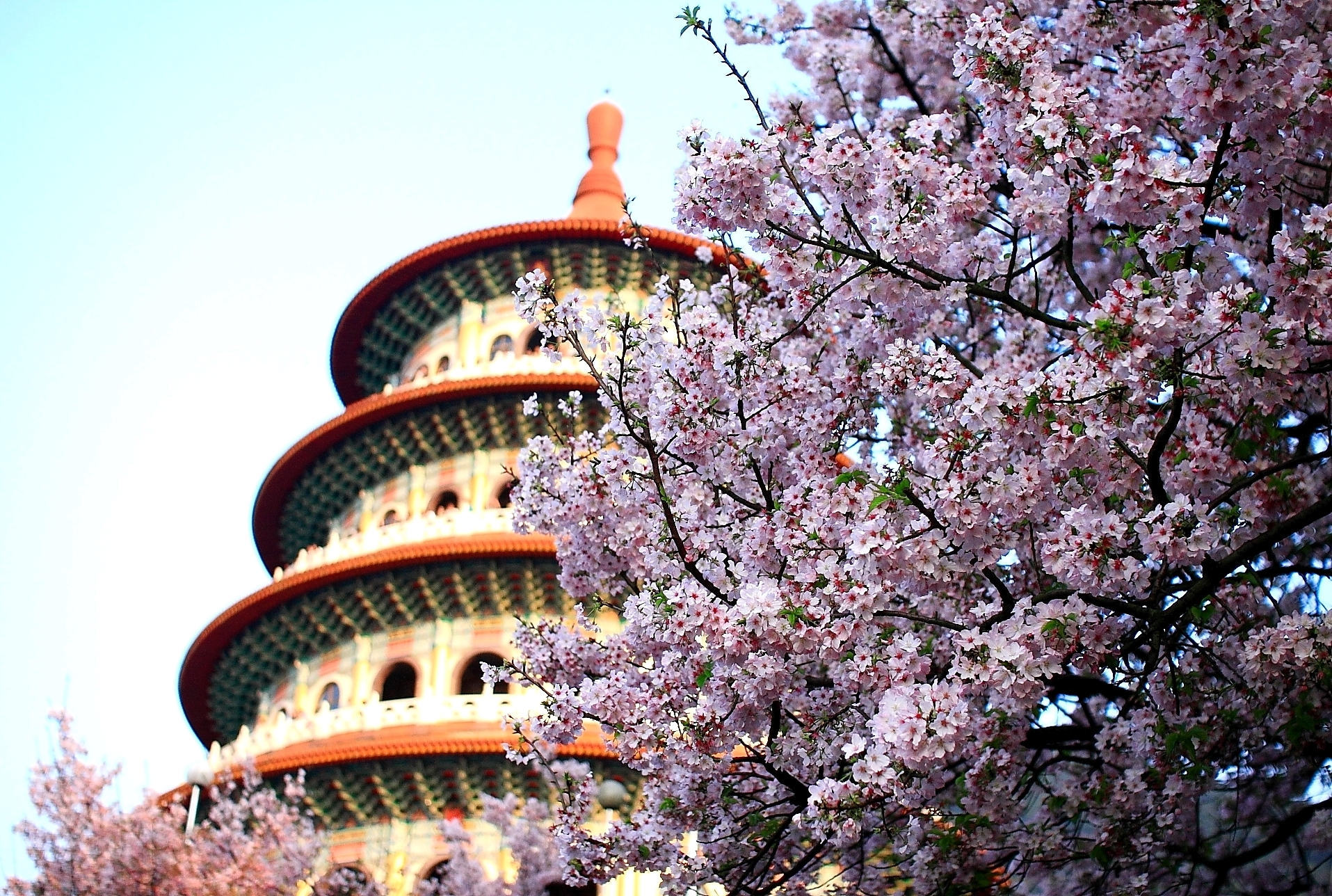
真元天壇與櫻花
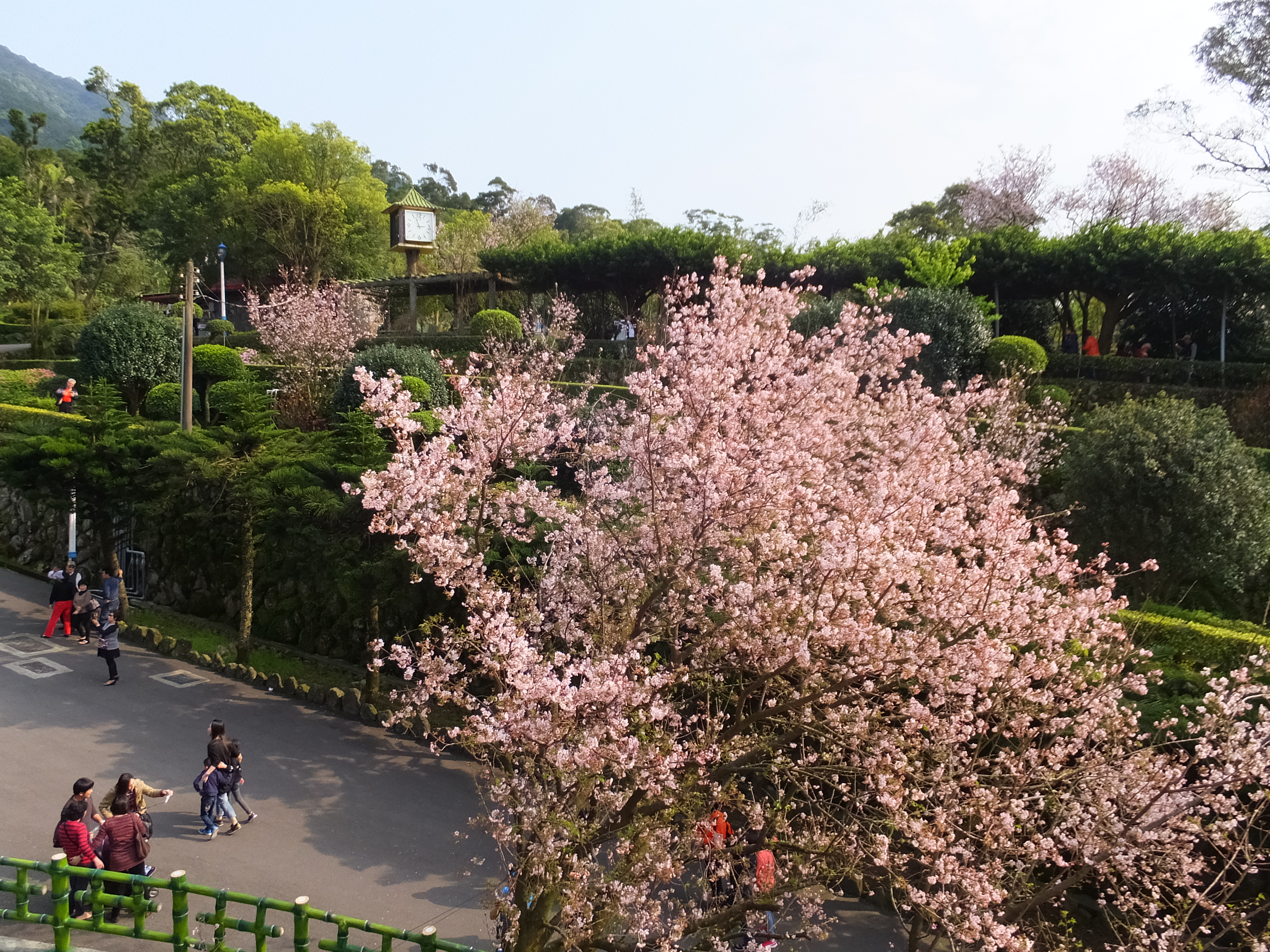
櫻花木
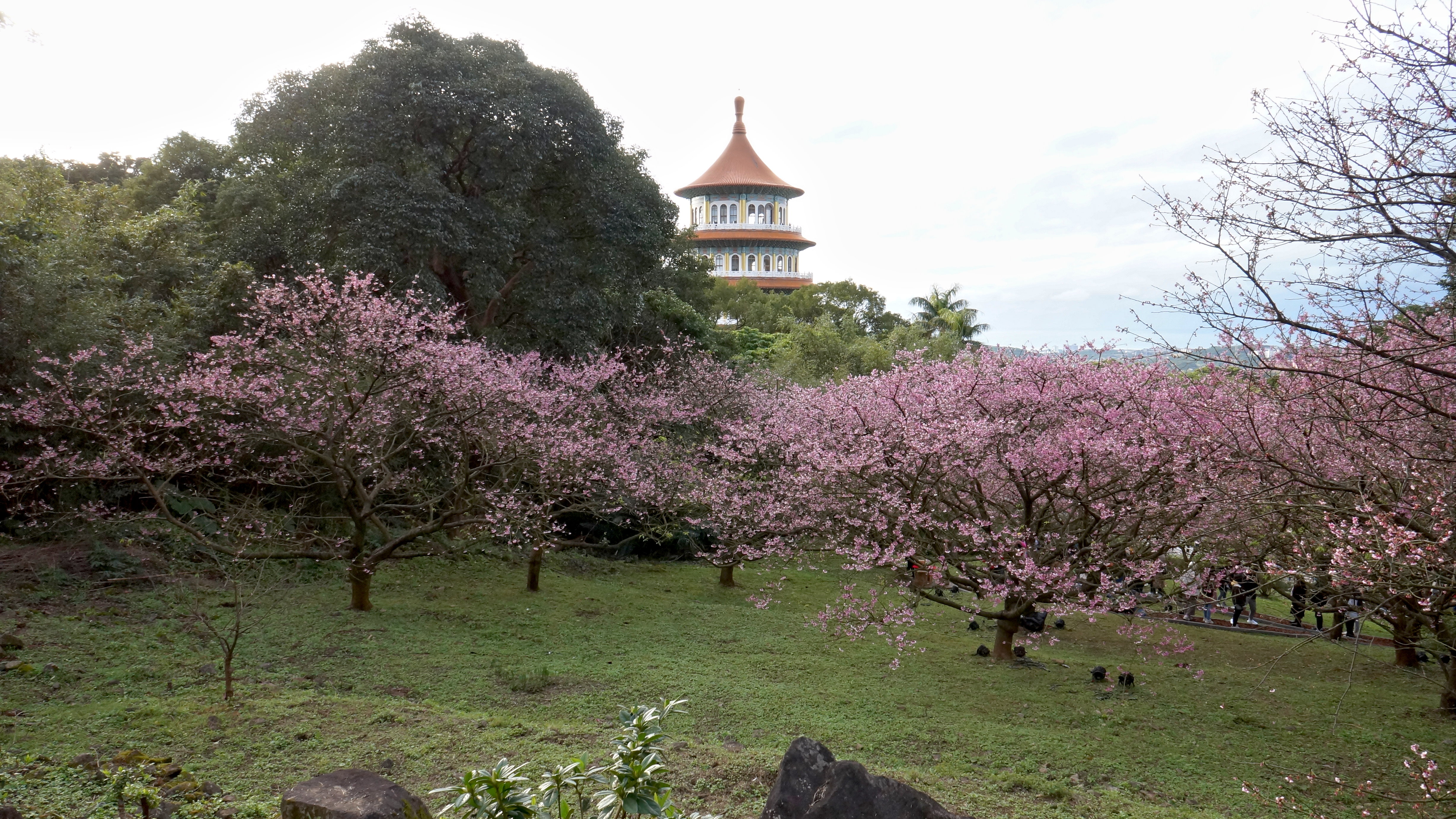
後側櫻花林

## 外部連結
- 無極天元宮官網 （页面存档备份，存于）
- 淡水無極天元宮的Facebook專頁 （页面存档备份，存于）
- 淡水天元宮花況報導的Facebook專頁 （页面存档备份，存于）